# Сент-Ісідор
Сент-Ісідор (англ. Saint-Isidore) — село в Канаді, у провінції Нью-Брансвік, у складі графства Глостер.

## Населення
За даними перепису 2016 року, село нараховувало 764 особи, показавши зростання на 2,1%, порівняно з 2011-м роком. Середня густина населення становила 33,3 осіб/км².
З офіційних мов обидвома одночасно володіли 355 жителів, тільки французькою — 405.
Працездатне населення становило 59,5% усього населення, рівень безробіття — 16%.
Середній дохід на особу становив $35 350 (медіана $28 672), при цьому для чоловіків — $40 072, а для жінок $29 764 (медіани — $36 064 та $22 933 відповідно).
23,4% мешканців мали закінчену шкільну освіту, не мали закінченої шкільної освіти — 27,2%, 48,1% мали післяшкільну освіту, з яких 25% мали диплом бакалавра, або вищий.
| Статево-вікова структура населення | Статево-вікова структура населення | Статево-вікова структура населення | Статево-вікова структура населення | Статево-вікова структура населення |
| ---------------------------------- | ---------------------------------- | ---------------------------------- | ---------------------------------- | ---------------------------------- |
|                                    |                                    |                                    |                                    |                                    |
| Всього                             | Всього                             | 51,6%48,4%                         |                                    |                                    |
| 0 — 14 років                       | 0 — 14 років                       |                                    | 11,1%                              | 11,1%                              |
| 15 — 64 років                      | 15 — 64 років                      |                                    | 71,2%                              | 71,2%                              |
| 65 і більше                        | 65 і більше                        |                                    | 17,6%                              | 17,6%                              |
| 85 і більше                        | 85 і більше                        |                                    | 2,6%                               | 2,6%                               |
| Середній вік (років)               | Середній вік (років)               | 45,947,1                           | 46,5                               | 46,5                               |
| Медіана (років)                    | Медіана (років)                    | 49,951,5                           | 51,0                               | 51,0                               |
| — чоловіки — жінки                 |                                    |                                    |                                    |                                    |

| Походження мешканців:     | Походження мешканців:     | Походження мешканців: | Походження мешканців: | Походження мешканців: |
| ------------------------- | ------------------------- | --------------------- | --------------------- | --------------------- |
| Походження                |                           |                       | осіб                  | %                     |
| Корінні американці        | Корінні американці        |                       | 60                    | 6.78%                 |
| Інше північноамериканське | Інше північноамериканське |                       | 805                   | 90.96%                |
| Європейське               | Європейське               |                       | 395                   | 44.63%                |
| британське                | британське                |                       | 85                    | 9.6%                  |
| французьке                | французьке                |                       | 330                   | 37.29%                |
| Азійське                  | Азійське                  |                       | 15                    | 1.69%                 |

## Клімат
Середня річна температура становить 4,2°C, середня максимальна – 22°C, а середня мінімальна – -16,5°C. Середня річна кількість опадів – 1 133 мм.
| Клімат поселення                              | Клімат поселення | Клімат поселення | Клімат поселення | Клімат поселення | Клімат поселення | Клімат поселення | Клімат поселення | Клімат поселення | Клімат поселення | Клімат поселення | Клімат поселення | Клімат поселення | Клімат поселення |
| Показник                                      | Січ.             | Лют.             | Бер.             | Квіт.            | Трав.            | Черв.            | Лип.             | Серп.            | Вер.             | Жовт.            | Лист.            | Груд.            |                  |
| Середній максимум, °C                         | −4,44            | −3,38            | 1,75             | 7,78             | 15,01            | 20,50            | 22,02            | 21,33            | 16,21            | 10,32            | 4,39             | −2,97            |                  |
| Середня температура, °C                       | −10,5            | −9,41            | −4,3             | 1,71             | 8,97             | 14,46            | 18,36            | 17,70            | 12,58            | 6,69             | 0,71             | −6,6             |                  |
| Середній мінімум, °C                          | −16,53           | −15,46           | −10,35           | −4,31            | 2,92             | 8,41             | 14,72            | 14,04            | 8,92             | 3,03             | −2,92            | −10,26           |                  |
| Норма опадів, мм                              | 101              | 76               | 97               | 86               | 93               | 81               | 93               | 96               | 80               | 107              | 106              | 117              |                  |
| Середньомісячна швидкість вітру, м/с          | 4.56             | 4.38             | 4.40             | 4.19             | 3.86             | 3.47             | 3.14             | 3.18             | 3.48             | 3.97             | 4.22             | 4.56             |                  |
| Середньомісячна сонячна радіація, кДж/м²·день | 4924             | 8434             | 12316            | 15419            | 18216            | 20235            | 19767            | 17253            | 12681            | 7818             | 4593             | 3675             |                  |
| --------------------------------------------- | ---------------- | ---------------- | ---------------- | ---------------- | ---------------- | ---------------- | ---------------- | ---------------- | ---------------- | ---------------- | ---------------- | ---------------- | ---------------- |
| Джерело:                                      |                  |                  |                  |                  |                  |                  |                  |                  |                  |                  |                  |                  |                  |